# Золото дурнів (фільм)
«Золото дурнів» (англ. Fool's Gold) — американський романтичний пригодницький фільм 2008 року. Меттью Макконахі у ролі Бена Фіннегана та Кейт Хадсон у ролі його дружини Тесс шукають затонулі скарби і шляхи вирішення сімейної кризи.

## Сюжет
Бен Фіннеган, на прізвисько Фін, вісім останніх років свого життя присвятив пошукам затонулого іспанського галеона «Аурелія» зі складу Срібного флоту 1715 року із золотом іспанської корони на борту. Тоді коли він знайшов зачіпку — черепок тарілки із символікою капітана галеона — все йде шкереберть. Катер з усім спорядженням тоне, головний спонсор Біг Банні втрачає терпіння і не тільки позбавляє фінансування, а й намагається втопити Фінна, кохана дружина Тесс розлучається з ним.
У цей час до мільйонера Найджел Ханікатту прилітає дочка Джемма, погостювати на його яхту. Фінн вирішує, що з допомогою дочки він добереться до батька, і той профінансує його підприємство. Ефектно піймавши відлетівший капелюх Джемми, Фінн опиняється на яхті. Тут він зустрічає свою колишню дружину, яка працює на кораблі. Фінн і Тесс, яка колись була компаньйоном Фінна і «мозком» підприємства з пошуку скарбів, безпосередньо розповідають Найджел і Джеммі про затонулий галеон, і вони погоджуються приєднатися до пошуків.
Але Біг Банні, розлучившись з Фінном, не розлучився з бажанням знайти скарби. Він знаходить нового виконавця Мо Фітч, старого наставника Фінна в справі пошуку підводних скарбів. Не дивно, що шляхи-дороги конкуруючих фірм перетинаються, погрожуючи Фіннові й Тесс новими неприємностями. Пошуки, приводять Тесс і Фінна в стару церкву на острові, де був пришвартований корабель зі скарбами. У церковних архівах вони знаходять згадку могили з назвою корабля «Аурелія», а заодно відновлюють зруйновані відносини. Розкопавши могилу, вони знаходять судновий журнал із вичерпним описом, де заховані скарби — у затопленій печері на цьому острові. Щоб дістатися до іспанських багатств, залишилося подолати останню перешкоду — Біг Банні з парою головорізів, що раптово виникли перед головними героями.
Завдяки спритності та відвазі подружжя Фіннегану, допомозі сімейства Ханікатт і перекинувся на бік добра Мо Фітч, скарби іспанської корони потрапляють в хороші руки.

## У ролях
- Меттью Мак-Конегі — Бен «Фін» Фінніган
- Кейт Гадсон — Тесс Фіннеган
- Дональд Сазерленд — Найджел Ханікатт
- Алексіс Дзена — Джемма Ханікатт
- Юен Бремнер — Альфонз
- Рей Вінстон — Мо Фітч
- Кевін Гарт — Біг Банні
- Малькольм-Джамал Ворнер — Корделл

## Збори
Бюджет фільму склав US$70 млн. У прокаті з 8 лютого по 29 травня 2008 року, найбільше число показів у 3 125 кінотеатрах одночасно. За пору прокату зібрав у світі US$111 231 041, з них US$70 231 041 у США і US$41 000 000 в інших країнах. У країнах СНД фільм показували з 3 квітня по 1 червня 2008 року і зібрав US$4 016 528.

## Номінації
- Золота малина — Кейт Хадсон за найгіршу жіночу роль
- Teen Choice Awards — Choice Movie: Chick Flick
- Golden Trailer Awards — Найкращий романтичний постер
- Taurus World Stunt Awards — Hardest Hit

Номінація каскадера Кайла Гардинера за падіння в епізоді, коли Бен Фіннеган ловить капелюха Джемми Ханікатт, що відлетів.